# Сигетварски пашалук
Сигетварски пашалук је био краткотрајни пашалук Османског царства између 1596. и 1600. године. Заузимао је делове данашње Мађарске и Хрватске, а управно седиште му је био Сигетвар. Успостављен је 1596. године од делова будимског и босанског пашалука, да би 1600. године био спојен са новоосвојеним подручјем Велике Каниже у нови Кањишки пашалук.